# Strzelectwo na Igrzyskach Ameryki Południowej 2018
Strzelectwo na Igrzyskach Ameryki Południowej 2018 odbywało się w dniach 2–7 czerwca 2018 roku w Escuela Militar de Sargentos del Ejército w Cochabamba. Rywalizacja odbywała się w piętnastu konkurencjach zarówno indywidualnych, jak i drużynowych.
Zawody były jedną z kwalifikacji do Igrzysk Panamerykańskich 2019.

## Podsumowanie

### Klasyfikacja medalowa
| Klasyfikacja medalowa | Klasyfikacja medalowa | Klasyfikacja medalowa | Klasyfikacja medalowa | Klasyfikacja medalowa | Klasyfikacja medalowa |
| --------------------- | --------------------- | --------------------- | --------------------- | --------------------- | --------------------- |
| Miejsce               | Reprezentacja         | Złoto                 | Srebro                | Brąz                  | Razem                 |
| 1                     | Argentyna             | 5                     | 2                     | 1                     | 8                     |
| 2                     | Peru                  | 2                     | 4                     | 2                     | 8                     |
| 3                     | Brazylia              | 2                     | 2                     | 4                     | 8                     |
| 4                     | Kolumbia              | 2                     | 2                     | 3                     | 7                     |
| 5                     | Chile                 | 2                     | 1                     | 3                     | 6                     |
| 6                     | Ekwador               | 1                     | 3                     | 1                     | 5                     |
| 7                     | Urugwaj               | 1                     | 0                     | 0                     | 1                     |
| 8                     | Boliwia               | 0                     | 1                     | 1                     | 2                     |
| Razem                 | Razem                 | 15                    | 15                    | 15                    | 45                    |

### Medaliści
| Konkurencja                  | 1. miejsce                                    | 2. miejsce                                   | 3. miejsce                              |           |
| Mężczyźni                    | Mężczyźni                                     | Mężczyźni                                    | Mężczyźni                               | Mężczyźni |
| ---------------------------- | --------------------------------------------- | -------------------------------------------- | --------------------------------------- | --------- |
| Pistolet pneumatyczny 10 m   | Marko Carrillo                                | Yautung Cueva                                | Júlio Almeida                           |           |
| Pistolet szybkostrzelny 25 m | Emerson Duarte                                | Marko Carrillo                               | Diego Cossío                            |           |
| Karabin pneumatyczny 10 m    | Alexis Eberhardt                              | Anyelo Parada                                | Daniel Vizcarra                         |           |
| Karabin trzy postawy 50 m    | Alexis Eberhardt                              | Daniel Vizcarra                              | Anyelo Parada                           |           |
| Trap                         | Danilo Caro                                   | Alessandro Berisso                           | Roberto Schmits                         |           |
| Skeet                        | Nicolás Pacheco Espinosa                      | Fernando Gazzotti                            | Ariel Romero                            |           |
| Kobiety                      |                                               |                                              |                                         |           |
| Pistolet pneumatyczny 10 m   | Julieta Mautone                               | Diana Durango                                | Annia Becerra                           |           |
| Pistolet sportowy 25m        | Diana Durango                                 | Andrea Pérez                                 | Amanda Mondol                           |           |
| Karabin pneumatyczny 10 m    | Fernanda Russo                                | Alliana Volkart                              | Camila Osorio                           |           |
| Karabin trzy postawy 50 m    | Amelia Fournel                                | Ángela Rodríguez                             | Gabriela Lobos                          |           |
| Trap                         | Pamela Salman                                 | Medeleine Velasco                            | Janice Teixeira                         |           |
| Skeet                        | Geórgia Bastos                                | Daniella Borda                               | Francisca Crovetto                      |           |
| Pary mieszane                |                                               |                                              |                                         |           |
| Pistolet pneumatyczny 10 m   | Kolumbia · Juana Rueda · Alex Peralta         | Brazylia · Rachel Silveira · Júlio Almeida   | Ekwador · Diana Durango · Yautung Cueva |           |
| Karabin pneumatyczny 10 m    | Argentyna · Fernanda Russo · Alexis Eberhardt | Kolumbia · Camila Osorio · Iván Camilo López | Brazylia · Geovana Meyer · Bruno Heck   |           |
| Trap                         | Chile · Pamela Salman · Claudio Vergara       | Brazylia · Janice Teixeira · Jaison Santin   | Kolumbia · Gina Báez · Danilo Caro      |           |